# Jean Giraud
Jean Giraud (Nogent-sur-Marne, Val-de-Marne; 8 de mayo de 1938-París, 10 de marzo de 2012) fue un historietista, ilustrador y escritor francés, que trabajó en la tradición de historietas franco-belgas. Giraud ganó reconocimiento mundial bajo el seudónimo de Mœbius, así como el de Gir, que usó para la serie wéstern El Teniente Blueberry (1964) y para sus pinturas con temáticas wéstern. Admirado por Federico Fellini, Stan Lee y Hayao Miyazaki, entre otros, ha sido descrito como el artista de bande dessinée más influyente por detrás de Hergé.
Sus obras más famosas incluyen la serie Teniente Blueberry, creada con el escritor Jean-Michel Charlier, que incluyó a uno de los primeros antihéroes en las historietas wéstern. Como Mœbius, creó un amplio rango de historietas de ciencia ficción y fantasía en un estilo altamente imaginativo, surreal y casi abstracto. Estas obras incluyen Arzach y El garaje hermético (1976-1979). También colaboró con el cineasta avant-garde Alejandro Jodorowsky en una adaptación inconclusa de Dune y en la serie de historietas El Incal (1980). Tal fue su fama, que los medios de comunicación de su país llegaron a clasificarlo como compañero de los llamados nuevos filósofos franceses (nouveaux philosophes).
Mœbius también contribuyó con guiones gráficos y diseños conceptuales para numerosas películas de ciencia ficción y fantasía, tales como Alien, Tron, El quinto elemento y The Abyss.  El teniente Blueberry tuvo una adaptación cinematográfica en 2004, dirigida por Jan Kounen.

## Biografía

### Infancia y juventud
Jean Giraud nació en Nogent-sur-Marne, un suburbio de París, en 1938. En casa de sus abuelos, cuando se encuentra enfermo, contempla sus primeras ilustraciones, las de una serie decimonónica titulada La vuelta al mundo. Se aficiona a la historieta, ya en el colegio, y estudia en la École nationale supérieure des arts appliqués et des métiers d'art de París, donde entabla amistad con Jean-Claude Mézières y Pat Mallet, y en su segundo año consigue ver publicada su primera historieta en la revista Coeurs Vaillants.
En 1955, con 16 años, su madre se casó con un mexicano y los tres se marcharon a México. El joven Jean descubrió allí la pintura, el jazz moderno, el sexo y la marihuana. Dos años después, vuelve a París para realizar el servicio militar, durante el cual desarrollará labores de recepcionista y vigilante de almacenes, primero en Alemania (16 meses) y después en Argelia (11).

### Inicios profesionales
Tras dibujar la serie "Frank et Jeremie" para la revista Far West, trabaja desde 1961 como aprendiz de Jijé, uno de los grandes maestros de la historieta franco-belga, colaborando en la realización de un álbum de Jerry Spring. Alcanzó, sin embargo, la celebridad como dibujante del western El Teniente Blueberry, que guionizaba Jean-Michel Charlier y cuya primera entrega se publicó en 1964 en la revista Pilote, la cual desde el año anterior era dirigida por René Goscinny quien la abrió a nuevos contenidos y experimentaciones gráficas.
Durante unos años leyó exclusivamente ciencia ficción y cuando comenzó a trabajar para la revista Hara-Kiri adoptó el seudónimo "Moebius", que tomó del astrónomo y matemático alemán, aunque, como explica él mismo

no tanto para ocultarme como para inventar algo sobre mí mismo que fuera más allá de mí mismo. Moebius no está detrás, sigue una existencia paralela a la mía.

Mientras seguía dibujando Blueberry para Pilote usó el seudónimo "Moebius" en la revista Charlie Mensuel (1969-1970), en ilustraciones para la editorial Opta y en la historieta Pesadilla blanca publicada en L'echo des savannes (1974). En 1973 firma con su nombre, Jean Giraud, La desviación, y en 1974 L'homme est-il bon, publicadas en Pilote pero en la línea experimental de los trabajos firmados como Moebius en otras revistas.

### Madurez
En 1974 formó el grupo de los Humanoides Asociados con otros autores como Philippe Druillet, Jean-Pierre Dionnet y Bernard Farkas. Juntos editarían la revista Métal Hurlant, donde Jean Giraud publicaría en 1975 obras de fantasía y ciencia ficción tan influyentes como la historia en 5 versiones Arzach (Arzach, Harzak, Harzack, Arzak y Harzakc) o The long tomorrow (esta última con guion de Dan O´Bannon). Moebius experimenta con el grafismo, la representación, la narrativa y el color.
Giraud también trabajó en la adaptación cinematográfica de Dune, iniciada por el chileno Jodorowsky y que nunca fue completada. La lectura de Carlos Castaneda, que conoce a través del polifacético autor chileno, le impulsa a emprender un nuevo rumbo, manifestado en obras como El garaje hermético (1976-1979), que publicaba por entregas en "Métal Hurlant". La historia parte del personaje Jerry Cornelius (creado por Michael Moorcock y del cual desarrollaron historias otros autores) y discurre en un mundo imaginario desarrollado en un asteroide por otro personaje clave, el Mayor Grubert. Moebius iba desarrollando la historia conforme la iba dibujando, lo que transmite un tono lúdico y experimental con la complicidad del lector.
En el terreno personal, Jean Giraud, que estaba casado, era en 1977 padre de dos niños, y vivía en el campo, donde llevaba un régimen estrictamente vegetariano, siendo aficionado al kárate y a la música.
En 1978 se celebró la primera exposición de dibujos suyos en Italia, concretamente en "Macondo", un local milanés. Ese mismo año inició con Los ojos del gato su fructífera colaboración con Alejandro Jodorowsky, con quien entre 1980 y 2001 realizaría la saga de El Incal (Las aventuras de John Difool) de la que publicarían 7 títulos (El Incal Negro, El Incal Luz, Lo que está debajo, Lo que está arriba, El planeta Difool y Después del Incal: el nuevo sueño). Jodorowsky como guionista seguiría con la narración con otros dibujantes en Antes del Incal (con Zoran Janjetou) y La casta de los Metabarones (con Juan Giménez López).
Paralelamente a su labor como historietista e ilustrador, Jean Giraud ha participado en los diseños de multitud de películas, como Alien (1979), Tron (1982), Masters of the Universe (1986), Willow (1987) o Abyss (1989), donde ha inspirado con sus dibujos el desarrollo de la escenografía, siendo galardonado en varias ocasiones por esta actividad. George Lucas también usó uno de los diseños de Giraud para la Imperial Probe Droid en Star Wars: Episode V - The Empire Strikes Back. Giraud diseñó al completo el largometraje Les maîtres du temps de René Laloux (1982) y la adaptación americano-japonesa de Little Nemo de Masami Hata y Bill Hurtz (1990).
En esos años ingresa en la organización Iso-zen de carácter new age y fundada por Jean-Paul Appel-Guery. Su concepción de la conciencia cósmica del alma humana le empuja a intentar reflejar lo que es invisible y puro en sus narraciones y también a depurar su grafismo. Bajo esta idea crea en 1982 La ciudadela ciega y Aedena, así como los álbumes de ilustraciones Venecia Celeste (1984), Starwatcher (1986) y Made in LA (1988). A partir de un encargo comercial de Citroën crea en 1984 la historieta Sobre la estrella, primera de la serie Edena que completará con otras 5 historietas (Los jardines de Edena, en 1988, La diosa, en 1990, Stel en 1994, Los reparadores en 2001, y Sra en 2003).
En 1984 crea en EUA con su mujer, Claudine Giraud, y su agente, Jean-Marc Lofficier la compañía Starwatcher Graphics Inc para comercializar su trabajo. Marvel Comics publica todos sus álbumes y Stan Lee escribe el guion de la historieta de superhéroes Silver Surfer: Parábola que dibujará Moebius.
En los años ochenta realizó un viaje a Tokio para conocer a Osamu Tezuka, y se declaró fan de algunos autores japoneses, como el mismo Tezuka, Katsuhiro Otomo, Yukito Kishiro o Jirō Taniguchi; Giraud ayudó, según sus propias palabras, a que el manga llegara a Europa. Sin embargo, posteriormente se arrepintió y declaró en numerosas ocasiones su rechazo al manga y sus métodos de producción, y a la extensión que estaba alcanzando en Occidente.

### Últimos años

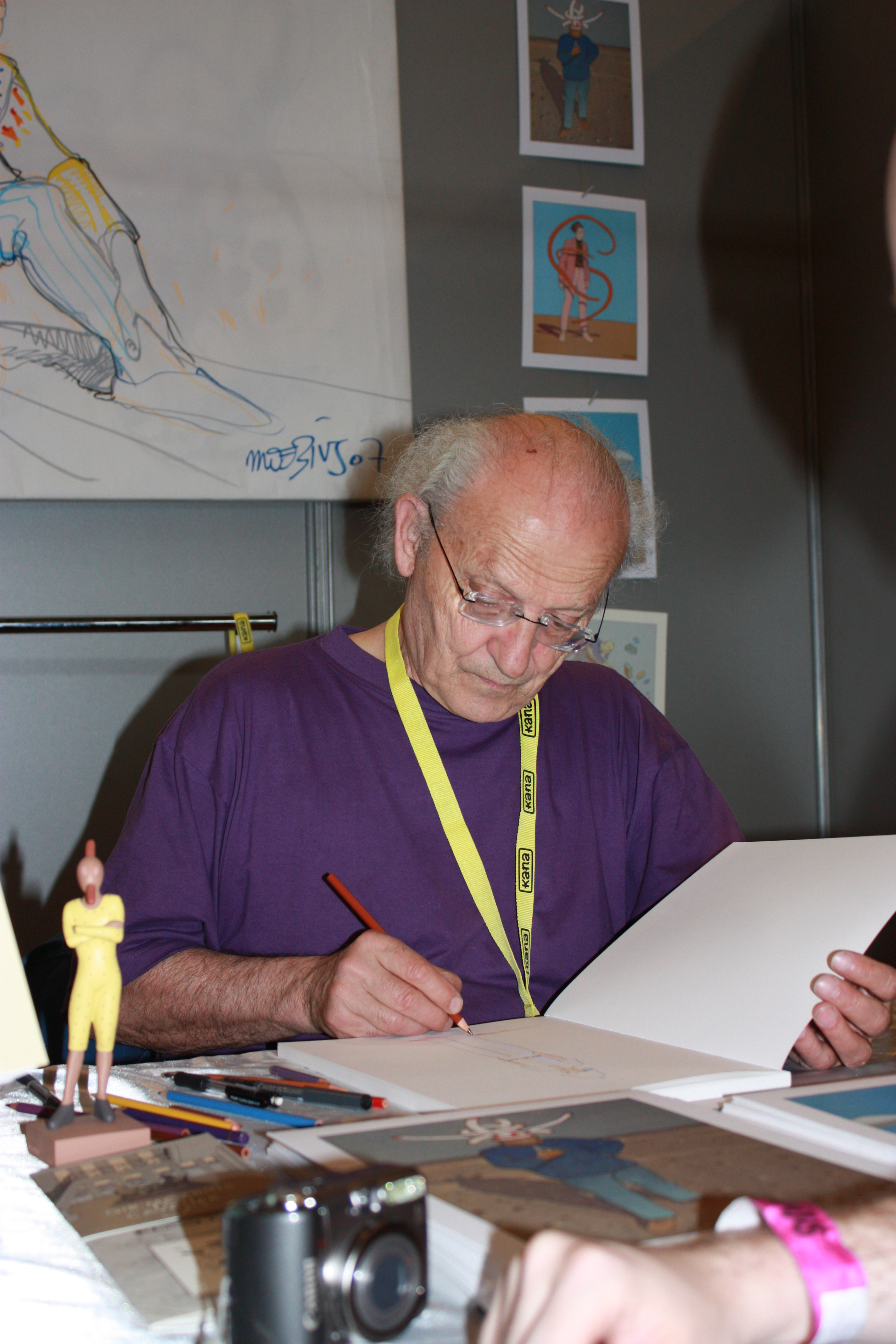
Giraud en 2008.

En su última etapa, Jean Giraud potenció su trabajo como guionista, encargándose de la serie Blueberry tras el fallecimiento de Jean-Michel Charlier en 1989. Encomienda el guion de la serie paralela La juventud de Blueberry a Fraçois Corteggiani (que dibujarán diversos ilustradores) mientras escribe la serie principal que dibujan William Vance y Michael Rouge. También escribió Cristal Moteur para Marc Bati, un remake de Little Nemo para Bruno Marchand e Icaro con dibujos de Jirō Taniguchi. Entre 1990 y 1992 escribió con Jean-Marc Lofficier la historieta en dos álbumes The Elsewhere prince, dibujada por Eric Shanower, así como The Onyx Overlord dibujado por Jerry Ginham, con los personajes de El Garaje Hermético.
En 1992 vuelve a colaborar con Jodorowsky dibujando la trilogía El corazón coronado (La loca del Sacré-Cour, La trampa de lo irracional, El loco de La Sorbona). Siguiendo con el desarrollo del mundo del Garaje hermético en 1995 dibujó El hombre de Ciguri.
Participó como diseñador en El quinto elemento (1997) y aborda el terreno de los videojuegos. Colaboró de esta forma en Pilgrim (con guion de Paulo Coelho), Panzer Dragoon (1995) y Seven Samurai 20XX (2004), diseñando a todos los personajes.
Al cumplir los 65 años, decidió dejar la marihuana y emprender un diario para reflejar la experiencia, que acabará dando lugar a Inside Moebius, una metanarración en la que sus personajes (Arzah, Blueberry, etc.) se enfrentan a su creador. Su última obra fue Arzak el vigilante.

### Muerte
Giraud murió en París, el 10 de marzo de 2012, a los 73 años, tras una larga batalla contra el cáncer. La causa inmediata de la muerte fue una embolia pulmonar provocada por un linfoma. Su colega François Boucq (quien fuera el artista elegido por Giraud en persona para el arte del cancelado proyecto Blueberry 1900) declaró que Mœbius era un "maestro del dibujo realista con un verdadero talento para el humor, que aún demostraba con las enfermeras cuando lo vi en su cama del hospital hace quince días." Giraud fue enterrado el 15 de marzo, en el cementerio de Montparnasse, tras unas honras fúnebres celebradas en la basílica de Santa Clotilde. Numerosos amigos y representantes del mundo del cómic franco-belga y de otros países asistieron a los funerales, reflejando toda la trayectoria de Giraud en la industria. El Gobierno francés estuvo representado por su Ministro de Cultura, Frédéric Mitterrand, sobrino del expresidente de Francia François Mitterrand, que había concedido personalmente a Giraud su primer título de caballero civil veintisiete años antes. Giraud dejó su patrimonio a su segunda esposa, Isabelle, y a sus cuatro hijos.

## Estilo
Fue un autor con gran capacidad para el dibujo y con un amplio abanico de estilos que era capaz de combinar de forma coherente. Su obra El garaje hermético, una de las más relevantes y experimentales, sirvió como medio para explorar la diversidad de posibilidades gráfica, impulsando a reinterpretar diversos estilos:
- Estilo más naturalista y académico en el cual usa las manchas de negro para separar planos y generar volumen.
- Estilo de dibujo sintético donde una línea pura define las figuras, con una representación cercana a la caricatura.
- Estilo cercano al grabado calcográfico, donde la trama manual define los volúmenes y las sombras, sustituyendo la mancha, con un grafismo recargado y detallista.

## Legado e influencia
En pleno auge de su fama a finales de los 80, Ricardo Aguilera y Lorenzo Díaz podían afirmar que Moebius despliega un talento tan aplastante que ha abierto una brecha en la historia del cómic: Antes y después de Moebius,

abriéndose camino entre formas expresivas y universos estéticos jamás hollados por el pincel humano. La autopista abierta por la apisonadora visual de Moebius ha sido frecuentada por múltiples autores, produciéndose continuos embotellamientos estilísticos que duran hasta la fecha.

Entre los autores fuertemente influidos por el estilo de Moebius pueden citarse al francés de origen serbio Enki Bilal, el italiano Milo Manara o a los españoles Rafa Negrete y Juanjo RyP.
Su influencia en el cine no se concreta sólo en sus trabajos realizados para este medio, sino que se manifiesta también de forma indirecta. Sus dibujos para la historieta corta The Long Tomorrow, con guion de Dan O'Bannon, fueron una referencia visual clave para Blade Runner (1982), y las películas de la saga Star Wars de George Lucas también comparten muchas características visuales del trabajo de Giraud, en particular la pintura que inspiró el diseño del planeta-ciudad Coruscant.

## Premios y reconocimientos
| Año  | Premio                                     | Categoría y reconocimientos                                                                     |
| ---- | ------------------------------------------ | ----------------------------------------------------------------------------------------------- |
| 1973 | Premio Shazam                              | Mejor Cómic Extranjero, por Teniente Blueberry                                                  |
| 1975 | Yellow Kid Award, Lucca, Italia            | Mejor Artista Extranjero                                                                        |
| 1977 | "Premio al mejor dibujante de Francia"     | En el Salón internacional del Cómic de la ciudad de Angulema.                                   |
| 1979 | Adamson Award                              | por Teniente Blueberry.                                                                         |
| 1980 | Yellow Kid Award, Lucca, Italia            | Mejor Artista Extranjero                                                                        |
| 1980 | Grand Prix de la Science Fiction Française | Special Prize, por Mayor Fatal                                                                  |
| 1981 | Angoulême International Comics Festival    | Grand Prix de la ville d'Angoulême.                                                             |
| 1985 | Angoulême International Comics Festival    | Grand Prix por las artes gráficas.                                                              |
| 1986 | Premio Inkpot                              |                                                                                                 |
| 1988 | Premio Harvey                              | Mejor Edición Americana de Material Extranjero, por la serie del álbum de Moebius.              |
| 1989 | Premio Eisner                              | Best Finite Series, por Silver Surfer.                                                          |
| 1989 | Premio Harvey                              | Mejor Edidición Americana de Material Extranjero, por El Incal.                                 |
| 1991 | Premio Eisner                              | Best Single Issue, por Concrete.                                                                |
| 1991 | Premio Harvey                              | Mejor Edidición Americana de Material Extranjero, por Teniente Blueberry.                       |
| 1997 | Premio Harvey                              | Finalista para ser incluido en el salón de la fama del Premio Harvey en 1989, incluido en 1997. |
| 1997 | Premio Mundial de Fantasía                 | Categoría Artística.                                                                            |
| 1998 | Salón de la fama del Premio Eisner         |                                                                                                 |
| 2000 | Max & Moritz Prizes                        | Special Prize por una vida trabajo excepcional.                                                 |
| 2001 | Premio Haxtur                              | Mejor Historieta larga por El Corazón Coronado.                                                 |
| 2003 | Premio Haxtur al "Autor que Amamos"        | Salón Internacional del Cómic del Principado de Asturias                                        |

## Listado de obras
| Como dibujante - Les aventures de Frank et Jérémie - El Teniente Blueberry (con el guionista Jean-Michel Charlier, 37 álbumes) - Rebelión en la granja - Arzach (5 versiones) - El garaje hermético - Mayor fatal (3 álbumes) - L´homme est-il bon? - Cauchemar Blanc - Tueur de monde - Los ojos del gato - Jim Cutlass - El Incal (7 álbumes, con Jodorowsky) - Inside Moebius - Venecia celeste - El mundo de Edena (6 álbumes) - El corazón coronado (trilogía, con Jodorowsky) - El hombre de Ciguri Como guionista - Cristal Moteur - Little Nemo - Icaro - Blueberry (con los dibujantes William Vance y Michael Rouge) - The Elsewhere prince (con el dibujante Eric Shanower) - The Onyx Overlord (con el dibujante Jerry Ginham) | Diseño cinematográfico - Alien, el octavo pasajero - Tron - Chauchemar blanc (dir.Matthieu Kassovitz, 1991) - Masters of the Universe - Willow - The Abyss - El quinto elemento Carteles de películas - El Topo (1970, dir.A.Jodorowsky) - No tocar la mujer blanca (1974, dir.Marco Ferreri) - S*P*Y*S (1974, dir.Irvin Kerschner) - Tusk (1978, dir.A.Jodorowsky) - Santa Sangre (1989, dir.A.Jodorowsky) Animación - Les maîtres du temps - Little Nemo - Through the Moebius Strip - Arzak Rhapsody Videojuegos - Fade to Black - Pilgrim - Panzer Dragoon - Seven Samurai 20XX |

## Edición en español
En España, sus primeras obras fantásticas, como Arzach, pudieron verse en la revista Totem desde 1977. Eurocómic, Norma Editorial y Reservoir Books han publicado posteriormente muchas de sus obras:
Como Jean Giraud:
- Serie Blueberry
- Jim Cutlass Mississippi River

Como Moebius:
- Arzach Eurocomic
- The long tomorrow Eurocomic
- The long tomorrow Moebius vol. 1, Ediciones B
- La ciudadela ciega Moebius vol. 2, Ediciones B
- Escala en Faragonescia Moebius vol. 3, Ediciones B
- Las vacaciones del Mayor Moebius vol. 4, Ediciones B
- Parábola. Silver Surfer Comics Forum
- Historia de X  Editorial New Comic
- El Incal Eurocomic
  - El incal negro
  - El incal luz
  - Lo que está abajo
  - Lo que está arriba
  - La quinta esencia
  - El planeta Difoll
  - El incal negro (colección Dragon pocket (formato bolsillo) Ediciones B)
  - El incal luz (colección Dragon pocket (formato bolsillo) Ediciones B)
  - Lo que está debajo (colección Dragon pocket (formato bolsillo) Ediciones B) 
    - L'Incal (integral en catalán Ediciones Glénat)
    - El Incal (integral con el color original) Norma Editorial
    - El Incal (integral con nuevo color) Norma Editorial
      - Después del Incal 1. El nuevo sueño

    - El Incal (integral) Reservoir Books
    - Incal final (integral; incluye Después del Incal) Reservoir Books
- Obra hermética Reservoir Books[25]
- El corazón coronado Norma Editorial
  - La loca del Sacre-Coeur
  - La trampa de lo irracional
  - El loco de la sorbona
    - El corazón coronado (integral)
    - El corazón coronado (integral) (edición nuevo formato)
- El mundo de Edena Norma Editorial
  - El mundo de Edena 1. Sobre la estrella
  - El mundo de Edena 2. Los jardines de edena
  - El mundo de Edena 3. La diosa
  - El mundo de Edena 4. Stel
  - El mundo de Edena 5. Sra
  - El mundo de Edena 6. Los reparadores
  - Sobre la estrella Toutain Editor
    - El mundo de Edena (integral)
- Mayor fatal
  - Mayor fatal 1:
    - Mayor Fatal Eurocomic
    - Garage hermético Eurocomic
    - Mayor fatal 1. El garaje hermético Norma Editorial
    - El garage hermético, primera parte (colección comic El País)
    - El garage hermético, segunda parte (colección comic El País)

  - Mayor fatal 2. El hombre de Ciguri Norma Editorial
- ¿Es bueno el hombre? Norma Editorial
- La desviación Eurocomic
- El empalmado loco, pesadilla blanca y otras historias cortas Norma Editorial
- El lúbrico crónico Eurocomic
- XIII 18, La versión irlandesa Norma Editorial
- Inside Moebius (Tres tomos)  Norma Editorial junto con Moebius Productions
- Los ojos del gato  (tamaño reducido 23'5x17) Norma Editorial
- Los ojos del gato  (edición de lujo 40x30) Norma Editorial
- Arzak. El vigilante Norma Editorial junto con Moebius Productions
- Parábola. Silver Surfer (reedición) Editorial Panini
- El cazador cazado Norma Editorial junto con Moebius Productions.
- El Mayor Norma Editorial junto con Moebius Productions.
- Colección Métal Hurlant MOEBIUS
  - The Long Tomorrow
  - El Hombre de Ciguri
  - La ciudadela ciega
  - Escala en Pharanogescia
  - Las vacaciones del Mayor
  - El Garaje Hermético
  - Arzach
  - El empalmado loco
  - Caos/Crónicas metálicas
- Garras de ángel Norma Editorial

Libros de arte (editados todos por Norma Editorial)
- Starwatcher
- Crónicas Metálicas
- Venecia Celeste
- Made in LA
- Caos
- Fusions

Ilustraciones libro
- Cristal saga 22  (& Do.)

Estudio
- Gir/Moebius, el doble en el espejo de Lorenzo Díaz (estudio y vida del dibujante), dentro de la colección sin palabras de Ediciones Sinsentido